# 机动战士GUNDAM外传 THE BLUE DESTINY
《机动战士GUNDAM外传 THE BLUE DESTINY》是机动战士GUNDAM外传系列的首作。1996年至1997年间以第一人称射击游戏三部曲的形式在世嘉土星上发售。亦有作为周边发行的漫画和小说。2014年5月29日发售的《机动战士GUNDAM SIDE STORIES》中包含本作的剧情，游戏类型变更为第三人称射击。

## 第一小隊
正式名称为“第11独立机械化混成部队”。是本作主人公加岛勇所在的地球联邦军MS部队的统称。直属于贾布罗而不隶属其他方面军的独立部队。

## 登场人物

### 地球联邦军
加岛勇（You Kajima，声：无配音（本作、《基连之野望》系列、《SD高达G世代》系列），山寺宏一（《机动战士GUNDAM 相逢宇宙篇》，《機動戰士GUNDAM戰記 Lost War Chronicles》），诹访部顺一（《机动战士GUNDAM MS战线0079》后的游戏作品））
天竺鼠队所属的王牌驾驶员，军衔为少尉→中尉→大尉→少佐。虽然性格沉默寡言，曾在以收集阿姆羅戰鬥資料為基礎而開發的模擬器上以蒼藍命運3號機（RX-79BD-3）戰勝過RX-78-2初代鋼彈（但有開啟EXAM模式）。
北村莫琳（Morline Kitamura，声：长泽美树）
天竺鼠队所属的通讯员，军衔为伍长。
菲利普·休斯（Philip Hughs，声：若本规夫）
在部队中活跃气氛的老兵，军衔为少尉。
苏蒙纳·富利斯（Summona Fulis，声：关智一）
天竺鼠队中的首位驾驶员，军衔为准尉。
阿尔夫·卡姆拉（Alph Kamra，声：大塚芳忠）
负责蒼藍命运鋼彈的技术军官，军衔为大尉。参考了RGM-79(G)陆战型吉姆设计了蒼藍命运。本作游戏中仅提及他的姓名。
赫卢斯特·莫尔斯（Chlust Morses，声：清川元梦（《机动战士GUNDAM0079 卡片建造者》等））
原吉翁弗拉纳根机关所属人员，因为吉翁的MS无法发挥EXAM系统的性能，所以带着自己研发的EXAM系统叛逃至联邦。
埃米·鲍尔·迈斯特
霸王杂志版漫画中登场的角色。绰号为“敖德萨的荒鹫”的女性王牌飞行员。加岛勇、埃米和她的丈夫弗兰克三人曾在同一中部队服役。

### 吉翁军
尼姆巴斯·施泰森（Nimbus Schterzen，声：速水奖）
吉翁公国的机动战士驾驶员，军衔为大尉。
玛丽昂·韦尔奇（Marion Whelch，声：雪野五月（游戏设定）、林原惠（《基连之野望》系列））
辅助赫卢斯特博士设计EXAM系统的14岁新人类少女。

## 相关作品
机动战士高达外传 THE BLUE DESTINY（漫画版）
讲谈社的霸王杂志连载的漫画，作者为高山瑞穗。因受杂志停刊的影响，漫画的剧情仅进展到游戏的第2作。
机动战士高达外传 THE BLUE DESTINY（小说版）
作者为皆河有伽。
THE BLUE DESTINY（漫画版）
《高达 ACE》上连载的漫画。剧本为千叶智宏，作画为たいち庸。

## 外部連結
- 機動戰士GUNDAM SIDE STORIES—機動戰士GUNDAM外傳 THE BLUE DESTINY | BANDAI NAMCO GAMES官方網站 （页面存档备份，存于）（日語）（繁體中文）